# Ибрагим аль-Бишари
Салахеддин Мухаммед Ибрагим аль-Бишари — ливийский политический, государственный деятель и дипломат. Министр иностранных дел Ливии с 1990 года по 1992 год, посол Ливии в Индонезии. Был послом в Египте. Во время гражданской войны встал на сторону оппозиции, заявив, что против насилия, которое создает Каддафи и его политика.